# Lucy (film 2014)
Lucy – francuski film fantastycznonaukowy z 2014 roku w reżyserii Luca Bessona, wyprodukowany przez jego żonę Virginie Besson-Sillę dla EuropaCorp. Zdjęcia kręcone były w Tajpej, Paryżu i Nowym Jorku. W rolach głównych wystąpili Scarlett Johansson, Morgan Freeman, Choi Min-sik i Amr Waked. Johansson wcieliła się w tytułową Lucy, która po przyjęciu leków nootropowych zyskuje zdolności psychokinetyczne.
Film miał premierę 24 lipca 2014 i stał się przebojem kasowym. Zarobił ponad 458 milionów dolarów amerykańskich przy budżecie 40 milionów. Film otrzymał pozytywne recenzje, jednak był również krytykowany za wykorzystanie mitu 10% mózgu.